# ビオッティ・カード服
ビオッティ・カード服（Biotti Card Clothing Group）は、イタリアを拠点とする財閥。